# مورچه‌های ایبری
مورچه‌های ایبری (نام علمی: Iberoformica) نام یک سرده از زیرخانواده موریان است.